# Johann Schmitt (Politiker, 1845)
Johann Baptist Schmitt (* 8. Dezember 1845 in Volkach; † 1. Oktober 1906 ebenda) war zwischen 1901 und 1904 Landtagsabgeordneter in der Kammer der Abgeordneten im Bayerischen Landtag. 1900 bis 1905 war er Bürgermeister von Volkach.

## Leben und Wirken
Johann Baptist Schmitt wurde am 8. Dezember 1845 in der bayerischen Landgerichtsstadt Volkach geboren. Er wuchs wohl im Haus Hauptstraße 7 auf, wo sein Vater Joseph Schmitt vielleicht als Bäcker tätig war. Später lernte Schmitt Konditor, um die Nachfolge seines Vaters antreten zu können. Er legte das Haus mit einem benachbarten Anwesen zusammen und betrieb hier eine Bäckerei mit Kelter und einer Lebzeltnerei für die Herstellung sogenannter Freimaurer Lebkuchen.
Am 1. Januar 1900 wurde Johann Schmitt zum Bürgermeister seiner Geburtsstadt gewählt. Er bekleidete dieses Amt bis zum 31. Dezember 1905. Im Jahr 1901 trat Schmitt außerdem die Nachfolge des verstorbenen Ignaz Aumüller als Abgeordneter des Wahlkreises Haßfurt/Ufr im Bayerischen Landtag an. Er führte die Ausschusstätigkeit seines Vorgängers weiter und beschäftigte sich insbesondere mit einer Reform der Grundwertabgabe. 1904 schied er aus dem Landtag aus. Am 1. Oktober 1906 verstarb Johann Schmitt in Volkach.